# ACV-Metea
Het ACV-CSC METEA (Frans: ACV-CSC METEA) is een Belgische vakcentrale van het ACV.

## Historiek
De vakcentrale werd opgericht in december 2009 na de fusie van ACV-Textura en ACV-Metaal.

## Structuur

### Bestuur
| Periode      | Voorzitter           |
| ------------ | -------------------- |
| 2009 - 2017  | Marc De Wilde        |
| 2018 - 2022  | William Van Erdeghem |
| 2022 - heden | Lieve De Preter      |

## Sectoren
- Aanvullend arbeiders (PC100)
- Staal (PC104)
- Non-ferro (PC105)
- Meesterkleermakers (PC107)
- Kleding en confectie (PC109)
- Textielverzorging (PC110)
- Metaal, machine en elektrische bouw (PC111)
  - Metaalbouw (PC111.01)
  - Metaalbouw ambacht (PC111.02)
  - Monteerders (PC111.03)
- Garages (PC112)
- Textiel (PC120)
  - Textielnijverheid Verviers (PC120.01)
  - Vlas (PC120.02)
  - Jute (PC120.03)
- Grondstofrecuperatie (PC142)
  - Metaalrecuperatie (PC142.01)
  - Textielrecuperatie (PC142.02)
- Elektriciens (PC149.01)
- Koetswerk (PC149.02)
- Edele metalen (PC149.03)
- Metaalhandel (PC149.04)
- Textiel (PC214)
- Kleding en confectie (PC215)
- Luchtvaart onderhoud, bijstand en opleiding (PC315.01)